# Бекаури, Алексей Семёнович
Алексей Семёнович Бекаури — советский хозяйственный, государственный и политический деятель, Герой Социалистического Труда.

## Биография
Родился в 1915 году в Душетском районе. Член КПСС с 1942 года.
С 1929 года — на хозяйственной, общественной и политической работе. В 1929—1990 гг. — батрак, слушатель рабфака, комсомольский работник в Грузинской ССР, ответственный работник центрального аппарата Компартии (большевиков) Грузии, заместитель министра сельского хозяйства Грузинской ССР, первый секретарь Тетрицкаройского райкома партии, парторг ЦК КП Грузии в Тетрицкаройском территориальном производственном колхозно-совхозном управлении, первый секретарь Тетрицкаройского райкома Компартии Грузии, первый секретарь Гардабанского райкома Компартии Грузии, управляющий «Самтрестом», заведующий кафедрой ГрузНИИСХ.
Указом Президиума Верховного Совета СССР от 2 апреля 1966 года присвоено звание Героя Социалистического Труда с вручением ордена Ленина и золотой медали «Серп и Молот».
Избирался депутатом Верховного Совета СССР 6-го созыва. Делегат XXII и XXIII съездов КПСС.
Умер в Тбилиси в начале июня 1990 году.